# Batalla de Saarbrücken
La batalla de Saarbrücken (en francés: bataille de Sarrebruck; en alemán: schlacht bei Saarbrücken) fue el primer enfrentamiento mayor entre el Segundo Imperio francés y el Reino de Prusia durante la guerra franco-prusiana. La batalla tuvo lugar el 2 de agosto de 1870, cerca de la ciudad de Saarbrücken.

## Trasfondo

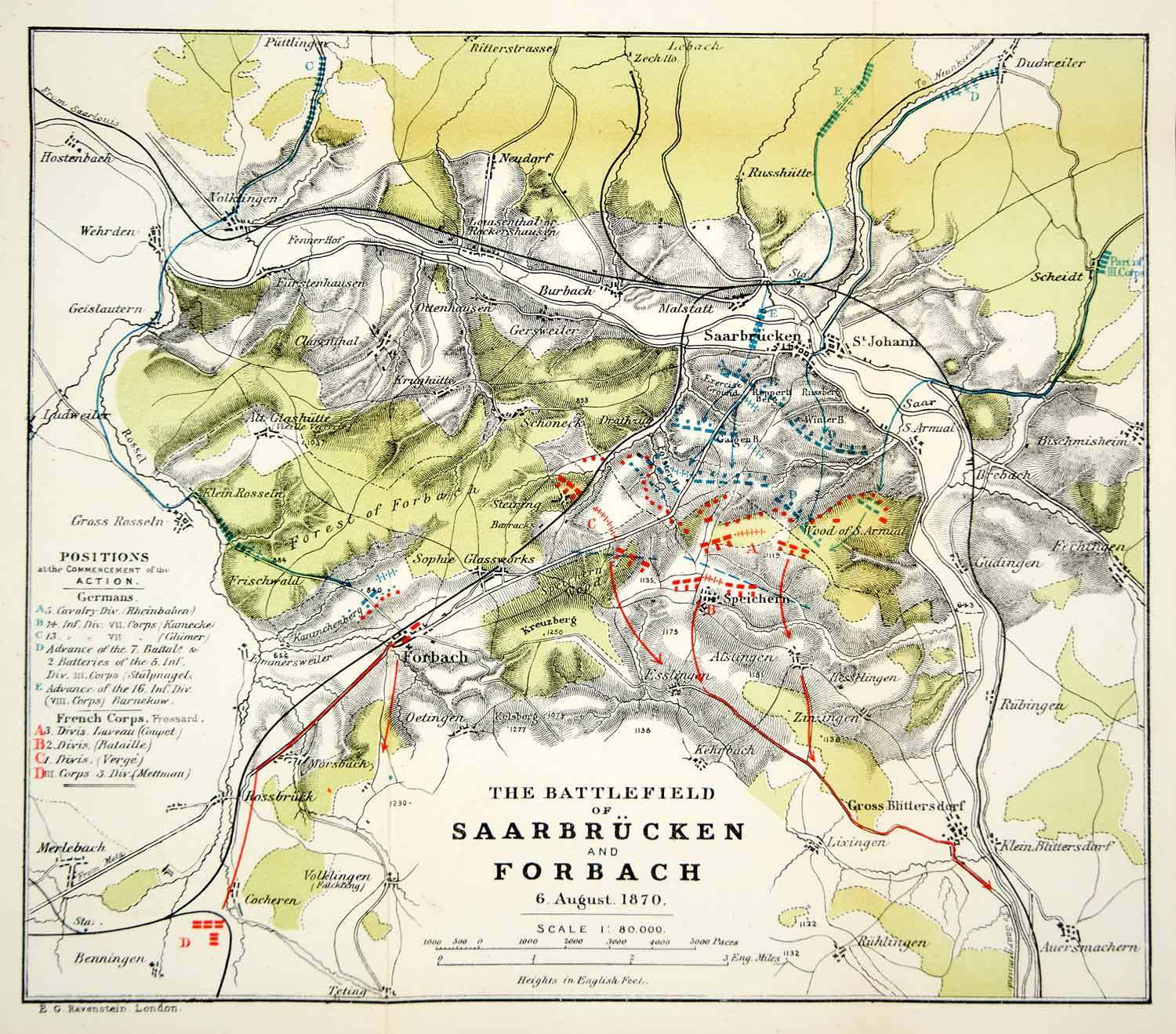
Mapa de Saarbrücken

Durante este tiempo, los prusianos en conjunto de otros estados alemanes de la Confederación Alemana del Norte se movilizaron rápidamente en contraste de lo que esperaba Francia, solo una pequeña parte de la fuerza francesa fue asignada a lanzar ofensivas hacia el sur de los estados alemanes, ya que los franceses no esperaban que los prusianos se movilizaran con tanta rapidez. Además, Napoleón III, quien había asumido el mando del nuevo Ejército del Rin, compuesto por casi 100 000 hombres, fue presionado por muchos para lanzar una ofensiva contra la Confederación Alemana del Norte. Ordenó al Ejército del Rin cruzar el río Sarre y tomar Saarbrücken.

## La batalla
El II y III Cuerpo dirigido por el general Charles Auguste Frossard y el mariscal François Achille Bazaine lograron cruzar el río Sarre el 2 de agosto de 1870, allí encontraron pequeños destacamentos prusianos a las afueras de la ciudad, pero no se vieron retrasados en su intento de tomar la guarnición. Más tarde, ese mismo día, se desató un combato, el 40.º Regimiento Prusiano de la 16.ª División de infantería rápidamente fue expulsada de la ciudad. Los franceses, con su superioridad numérica y el mucho más preciso y confiable Fusil Chassepot, superaron a los defensores prusianos. Al final del día, los informes franceses revelaron 10 muertos, heridos o desaparecidos, incluyendo un oficial, aunque algunas estimaciones elevan el número de bajas hasta 86. Por su parte, los prusianos tuvieron entre 76 y 83 muertos, heridos o desaparecidos. Tras la batalla, Napoleón III escribió un telegrama a su esposa, la emperatriz Eugenia de Montijo.

Luis ha recibido su bautismo de fuego; estuvo admirablemente tranquilo y un poco impresionado. Una división del mando de Fossard tomó las alturas que dominan el Sarre. Luis y yo estuvimos al frente, donde las balas caían alrededor de nosotros. Luis conserva una bala que recogió en el campo de batalla. Los soldados están encantados con su tranquilidad. Perdimos un oficial y diez hombres.
Napoleon III.

## Resultado
La batalla no fue un acto decisivo en la guerra. Los franceses aseguraron Saarbrücken y probaron la fiabilidad y precisión del fusil Chassepot en comparación con su contraparte el fusil Dreyse que contribuiría más tarde a las grandes perdidas alemanas durante los meses siguientes de la guerra.
La batalla también seria uno de los pocos progresos de Francia durante la guerra, ya que a los dos días, las fuerzas alemanas atacarían el pueblo de Wissembourg, la consiguiente derrota francesa en la batalla de Wissembourg (1870) forzándolos a retirarse de Saarbrücken y enfocarse en defender el país.